# Cața
Cața (Hongaars: Kaca, Duits: Katzendorf) is een Roemeense gemeente in het district Brașov.
Cața telt 2678 inwoners van wie er ongeveer 1100 in het hoofddorp wonen. Volgens de volkstelling van 2011 is 44,9% van de inwoners Roemeen, 30,9% Hongaar en 23,4% Roma.
De gemeente is de meest oostelijk gelegen voormalige Saksische gemeente. De Saksen vormden hier eeuwenlang een belangrijk deel van de bevolking. In de Tweede Wereldoorlog werd twee derde van de Saksen geëvacueerd. Vanaf de jaren 70 van de vorige eeuw vertrokken de overgebleven Saksen in groten getale, omdat de Roemeense regering de Saksen liet 'vrijkopen' door de West-Duitse regering.
In de gemeente wonen tegenwoordig veelal Roemenen, met daarnaast een belangrijke Hongaarse minderheid van circa 800 personen evenals een Roma-minderheid van 500 personen.
Een van de dorpen in de gemeente is Drăușeni. Dit dorp (Draas in het Duits) was het meest oostelijk gelegen Saksische dorp. Tegenwoordig is het vooral een Hongaarstalig dorp met ongeveer 500 inwoners dat gevoelsmatig nu onderdeel uitmaakt van het etnisch Hongaarse Szeklerland. Dankzij de Tweede Scheidsrechterlijke Uitspraak van Wenen was het dorp tijdens de Tweede Wereldoorlog weer onderdeel van Hongarije en namen gereformeerde Hongaren het dorp over van de Saksen.

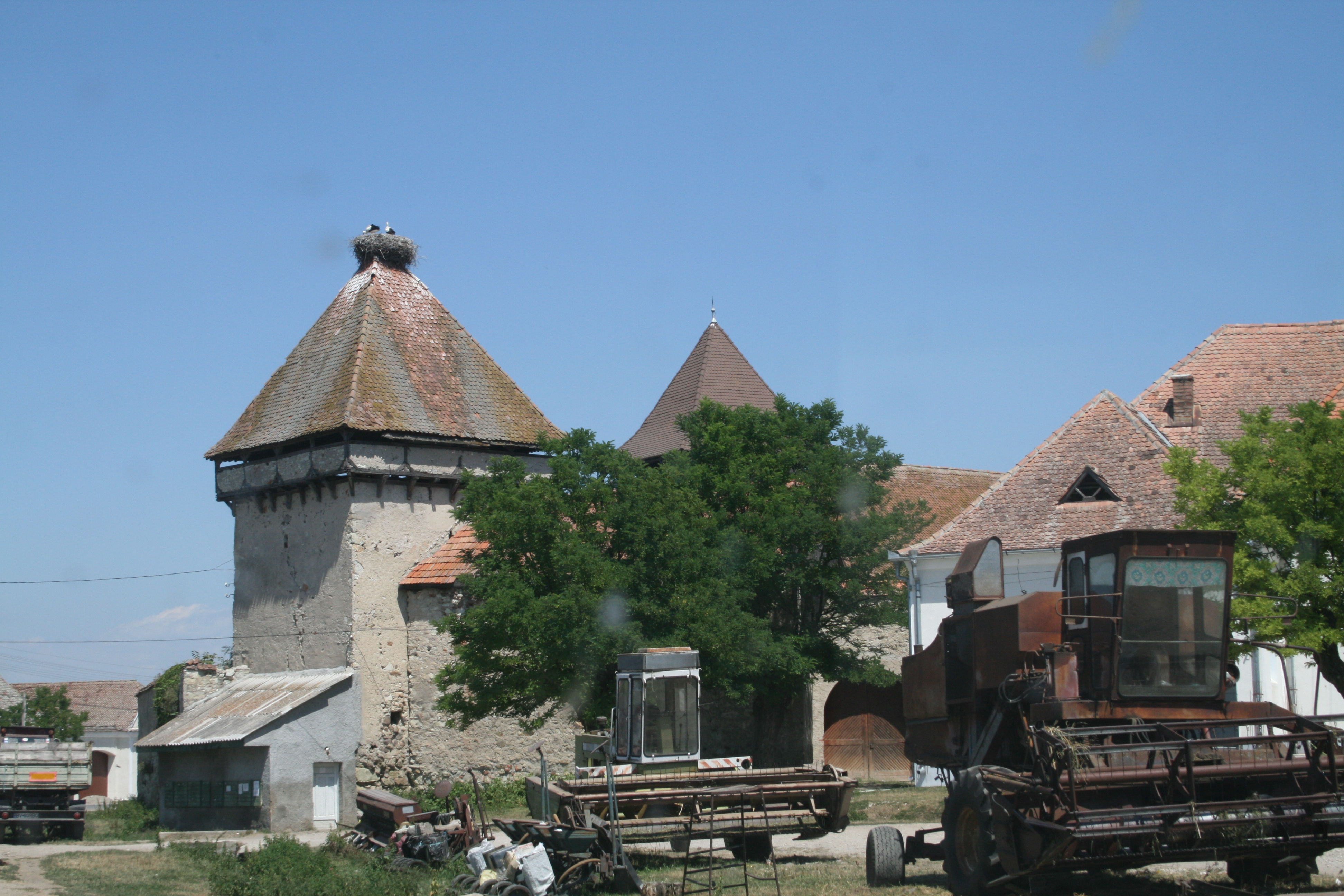
Cața

## Bevolkingssamenstelling
De bevolking van de gemeente ontwikkelde zich als volgt: